# Ornithocephalus gladiatus
Ornithocephalus gladiatus là một loài lan được tìm thấy ở Grenada to miền nam Neotropics.

## Hình ảnh

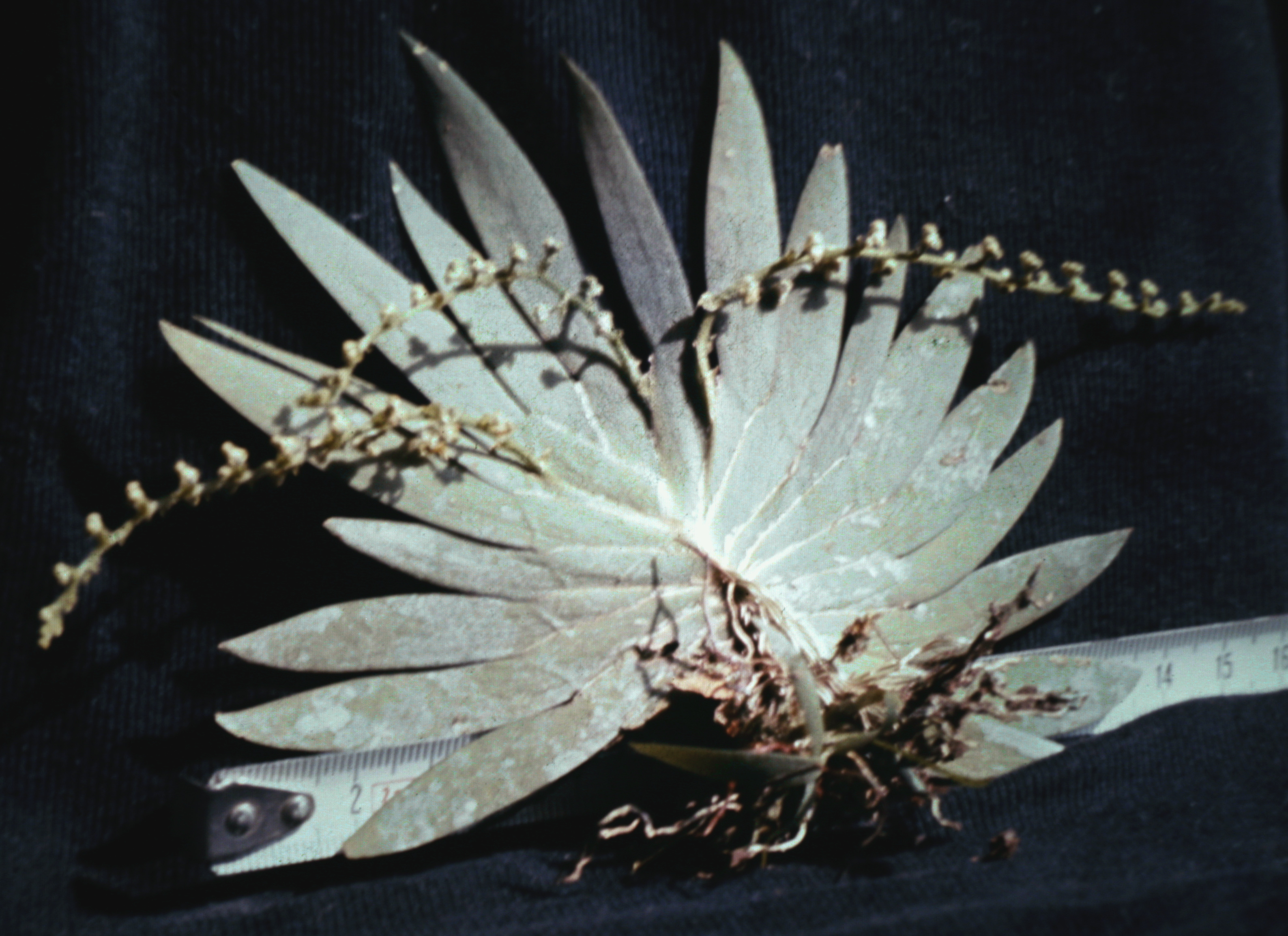